# Corno da caccia

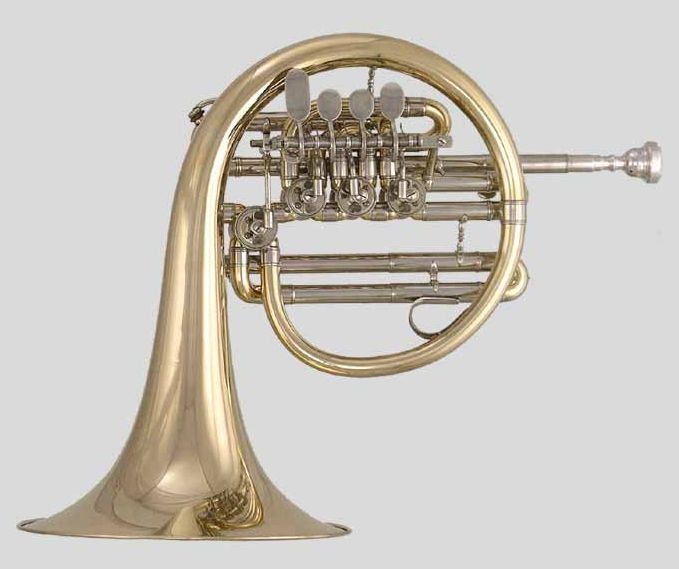
Modernes Corno da caccia

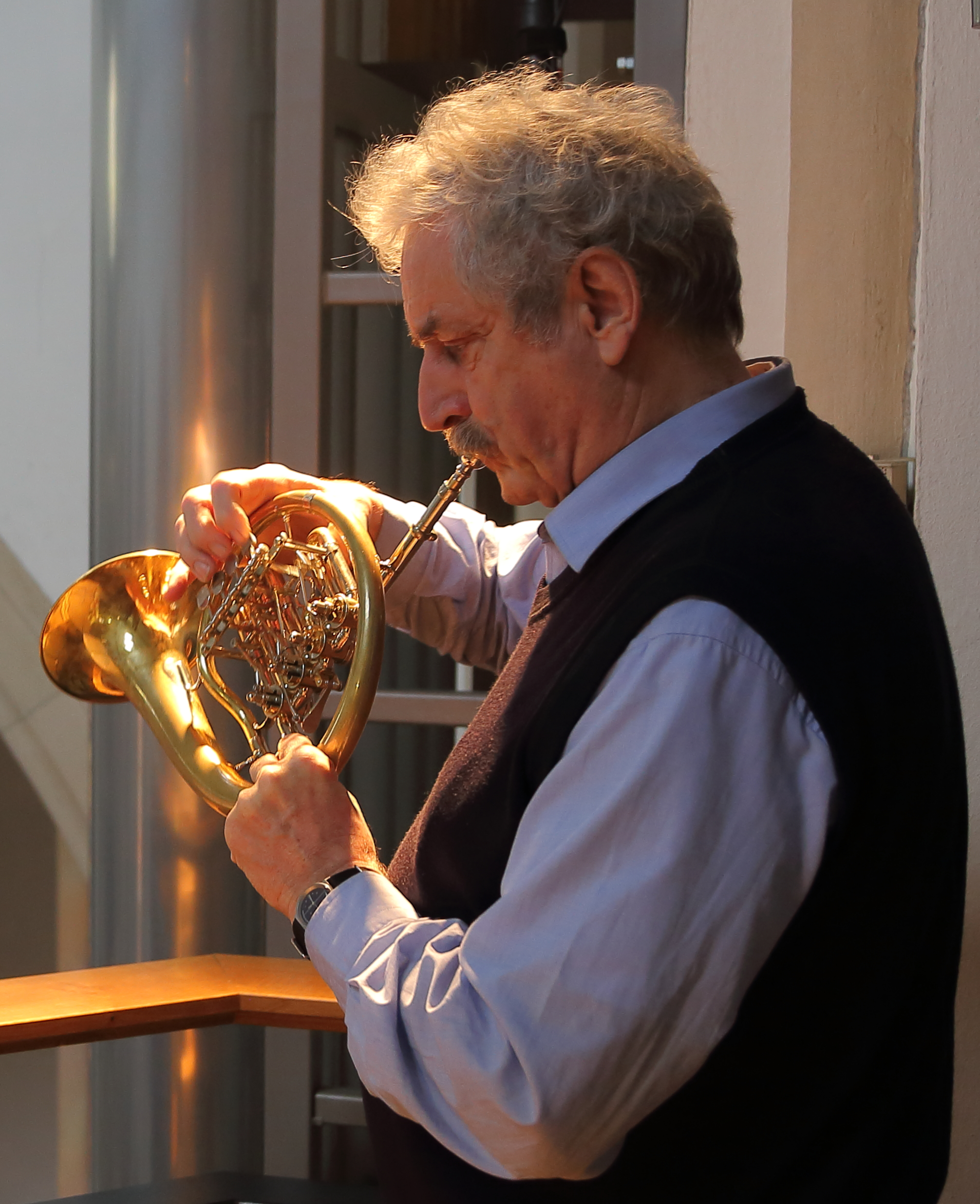
Ludwig Güttler mit seinem Corno da caccia

Das Corno da caccia, ein Blechblasinstrument, entstammt der Gruppe der Horninstrumente und bedeutet aus dem Italienischen übersetzt „Jagdhorn“ (siehe auch Caccia (Musik)). Gemeint waren damit zu Beginn des 17. Jahrhunderts vor allem kleine Horninstrumente (siehe auch Hifthorn), die als Signalinstrumente bei der Jagd wichtig waren. Parallel entwickelte sich in Frankreich das Parforcehorn, das am Hofe Ludwigs XIV. in die Kunstmusik Eingang fand und in Rohrlänge und Gesamtumfang größer war. Beide Instrumente wurden ähnlich der Trompete mit einem Kesselmundstück geblasen.
Dieses Instrument – hervorgegangen aus dem Jagdhorn als Signalinstrument – wurde zu Beginn des 18. Jahrhunderts ob seines weicheren Klanges und der ihm zu entlockenden Virtuosität eines der beliebtesten Blechblasinstrumente.
Schon bald wurden beide Instrumente nicht nur zur Jagd, sondern auch in der Kunstmusik benutzt. Dort vermengten sich verschiedene Begriffe (z. B. auch Tromba da caccia, „Jagdtrompete“), die es heute nicht mehr eindeutig machen, welches Instrument genau in der jeweiligen Komposition benötigt wurde. So kommen bei Johann Sebastian Bach mehrere Bezeichnungen wechselnd vor, darunter auch Cor de chasse. Daneben gab es auch den deutschen Begriff „Waldhorn“.
In seiner grundsätzlichen akustischen Struktur war das Corno da caccia eine Naturtrompete in Hornform. Wie bei der Trompete ist der konische Verlauf zum Schalltrichter hin verlagert, während das Rohr in seiner Hauptlänge nur ganz schwach konisch und zugleich sehr schlank war. Im Gegensatz zur Trompete, die ein zweimal um 180° gewendetes Rohr besitzt, brachte die runde Bauweise des Corno da caccia den Vorteil einer leichteren Handhabung gegenüber der Naturtrompete.
Im Laufe der Zeit scheint der Begriff auch für die Bezeichnung der Stimmlage genutzt worden zu sein. Sehr hohe, helle Kompositionen wurden mit Corno da caccia bezeichnet, tiefere als Cor de chasse. Dabei war die Länge des Instrumentes kein grundsätzliches Unterscheidungskriterium mehr, sicher aber eine schlankere Bauweise und ein kleinerer Schallkranz. Dabei nutzten die Spieler des Corno da caccia die Clarinblasweise der Trompeter.
Mit einem Aufsteckbogen konnte die Stimmung des Instruments variiert werden. Bach und Händel setzten dieses Instrument bei ihren Werken in den Stimmungen C-basso, D, Es, F, G, A, B-alto und C-alto ein.
Ludwig Güttler entwickelte mit dem Leipziger Instrumentenbaumeister Friedbert Syhre 1984 ein Corno da caccia, das ein Trompetenmundrohr und -mundstück benötigt. Ebenso wurde mit dem Hornisten Peter Damm eine Version mit Hornmundrohr und -mundstück entwickelt. Es wurden Instrumente in D, C, B/A und F gebaut. CD-Einspielungen mit diesen Instrumenten waren Anlass zu lebhafter Diskussion. Die vorgestellten Kompositionen des 18. Jahrhunderts benötigen eigentlich auf Grund der verwendeten Naturtonreihe ein wesentlich längeres und damit auch obertonreicheres Instrument. Einen historisch korrekten Klangeindruck konnten diese Neuentwicklungen also nicht vermitteln.

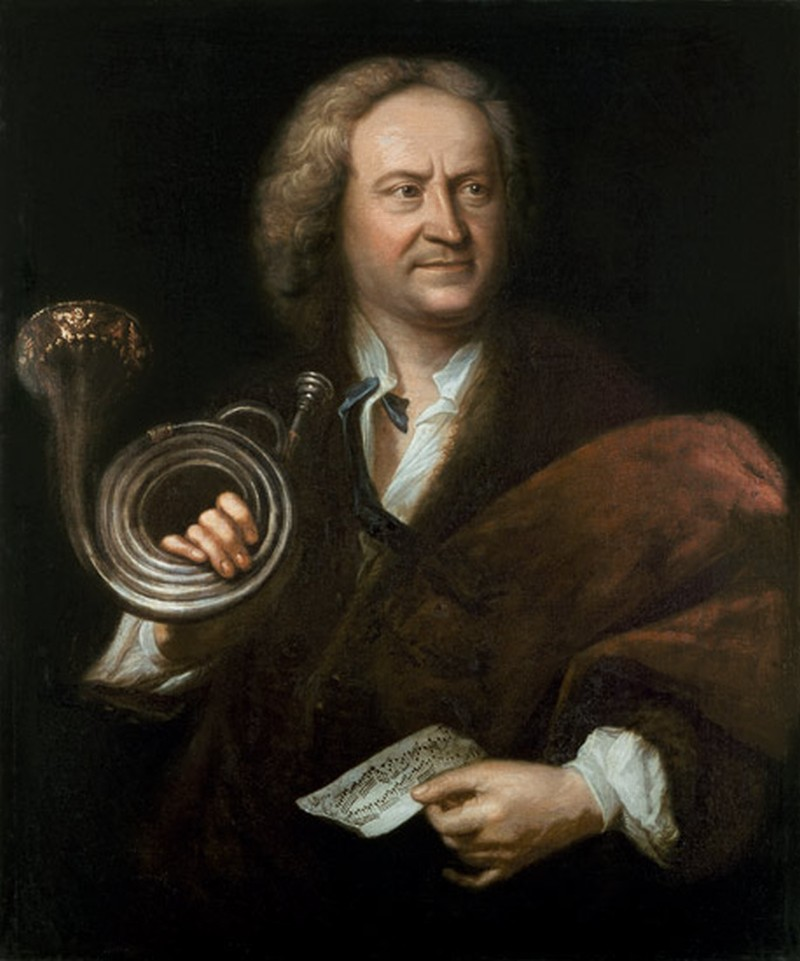
Elias Gottlob Haußmann: Gottfried Reiche (um 1726)

Ein besserer Ansatz scheint der Nachbau historischer Instrumente zu sein. Syhre baute das Reiche-Horn nach Vorlage des Haußmann-Porträts seines Erfinders und aus Instrumentensammlungen nach. Andere Instrumentenbauer folgten mit Nachbauten verschiedener Instrumente (Haas, Ehe, Leichamschneider). Diese Nachbauten werden auch häufig als „Barockhorn“ bezeichnet.
Obwohl das Corno da caccia mit dem modernen Ventilhorn nur wenig gemein hat, diente es bei dessen Entwicklung als einer der Ausgangspunkte.